# 山东省济南第七中学
山东省济南第七中学（簡稱：濟南七中；英文：Jinan No.7 High School, Shandong），是中華人民共和國山東省濟南市一所由济南市教育局直属的高级中学，山東省級規範化學校。學校成立于1953年。最初為完全中學，1986年成為濟南市屬高級中學。学校占地面积58807.2平方米，建筑面积34265.36平方米。

## 外部連結
- 官方网站